# Ordinary Love
Ordinary Love ist ein Song der irischen Rockband U2 aus dem Jahr 2013. Es wurde zu Ehren Nelson Mandelas geschrieben und ist Teil des Soundtracks zu dessen Filmbiografie Mandela – Der lange Weg zur Freiheit (2013). Das Lied erhielt mehrere Nominierungen, darunter eine für den Oscar für den besten Filmsong. 2014 gewann die Band damit einen Golden Globe für den besten Filmsong.

## Entstehungsgeschichte
U2 war seit ihren ersten Anti-Apartheids-Konzerten und ihren Auftritten in Südafrika in den 1970ern mit Nelson Mandela befreundet. Der Filmproduzent Harvey Weinstein fragte die Band an, ob sie einen Song für den Soundtrack schreiben könnten, und die Band stimmte, ohne zu zögern, zu. Nachdem sie eine frühe Fassung des Films gesehen hatten, entschieden sie sich ein Lied zu machen, das Nelson Mandela Tribut zollt und seine Rolle reflektiert.
Bono schrieb den Text zum Lied, die Musik stammt von U2 und dem Produzenten Danger Mouse. Die Aufnahmen fanden in den Electric Lady Studios in New York City statt.

## Veröffentlichung
Der Song stellte die erste Song-Veröffentlichung der Band seit drei Jahren dar. Er wurde speziell für den Film geschrieben. Im Oktober wurde ein Trailer des Films ausgestrahlt, der Teile des Songs enthielt. Zunächst wurde eine Veröffentlichung über ihre Website angekündigt, doch die Pläne änderten sich. Am 22. November erschien zunächst das offizielle „Lyric Video“, das von Oliver Jeffers und Marc Premo erstellt wurde.
Für den Record Store Day am 29. November 2013 veröffentlichte U2 über Island Records eine limitierte 10-inch-LP. Auf der B-Seite befindet sich der Song Breathe vom 2009er Album No Line on the Horizon in einer speziellen „Mandela Version“. Auf dem Cover findet sich ein Bild von Nelson Mandela, das ebenfalls von Oliver Jeffers angefertigt wurde. Erst danach erfolgte eine Veröffentlichung über iTunes.

## Musikstil und Text
U2 selbst bezeichneten den Song als einen „komplizierten Song für eine komplizierte Liebesgeschichte“. Das Lied enthält Elemente der Kirchenmusik, so startet es mit einem Synthesizer-Chor und es enthält ein Break von Edge, das an eine Kirchenglocke erinnert. Es handelt sich um eine langsame Rockballade mit sparsam eingesetzten Instrumenten. Bono singt Falsett.

## Erfolg
Das Lied erhielt am 12. Januar 2014 einen Golden Globe für den besten Filmsong und galt als aussichtsreicher Kandidat für einen Oscar für den besten Filmsong, verlor aber gegen Let It Go aus dem Disney-Film Die Eiskönigin – Völlig unverfroren. Es erhielt außerdem Nominierungen für die Critics’ Choice Movie Awards 2014 und die Denver Film Critics Society Awards.
Das Lied erreichte Top-100-Platzierungen in den bedeutendsten Plattenmärkten. In Italien wurde das Lied sogar ein Nummer-eins-Hit und erreichte den Platin-Status.
| ChartsChartplatzierungen       | Höchstplatzierung | Wochen |
| ------------------------------ | ----------------- | ------ |
| Deutschland (GfK)              | 39 (13 Wo.)       | 13     |
| Irland (IRMA)                  | 13 (7 Wo.)        | 7      |
| Österreich (Ö3)                | 29 (10 Wo.)       | 10     |
| Schweiz (IFPI)                 | 11 (19 Wo.)       | 19     |
| Vereinigte Staaten (Billboard) | 84 (2 Wo.)        | 2      |